# Sowers Glacier
Sowers Glacier är en glaciär i Antarktis. Den ligger i Västantarktis. Chile gör anspråk på området. Sowers Glacier ligger 2 309 meter över havet.
Terrängen runt Sowers Glacier är mycket bergig, och sluttar österut. Trakten är obefolkad. Det finns inga samhällen i närheten. 